# Tratado de Caen
O tratado de Caen foi assinado em Caen, na França, em 1091, entre Guilherme II de Inglaterra e o seu irmão Roberto II da Normandia.
O tratado foi concluído para evitar qualquer conflito armado mais sério. Com este acordo, Guilherme e Robert concordavam em parar com as rivalidades. Trocavam terras e castelos, e acordavam que se Roberto morresse antes, Guilherme herdaria toda a Normandia, e inversamente, se Guilherme morresse antes, Robert herdaria toda a Inglaterra.

## Contexto
Em 1090 Guilherme II de Inglaterra tomou o castelo de Saint-Valéry, seguindo-se o de Aumale. Enviou cavaleiros que devastaram e queimaram as terras dos arredores. Quando tomaram conta de um número suficiente de castelos, o rei enviou tropas a cavalo.
Quando o duque compreendeu que o seu ducado estava em perigo, e que os seus vassalos não combatiam e entregavam os seus castelos sem grandes dificuldades, pediu ajuda a Filipe I, o rei de França. Este enviou um grande exército mas, talvez subornado pelo rei de Inglaterra, o exército francês voltou para França pouco depois. As ações dos homens de Guilherme II continuaram.
Na Candelária de 1091, Guilherme desembarca em Eu, a este do ducado da Normandia. Ele tinha influentes apoiantes nesse setor. Guilherme de Mortain, filho de Roberto de Mortain, forneceu-lhe Fécamp. Contudo, os dois irmão preferiram resolver as suas diferenças de forma pacífica, desconfiando que as suas zangas apenas beneficiavam ao outro jovem irmão Henrique.

## Conclusão
No fim, o rei de Inglaterra mantinha-se como suserano sobre várias terras do ducado da Normandia, tais como o condado d'Eu, Aumale e as cidades de Cherbourg e Conches, assim como de todos os locais recentemente conquistados. O rei recebeu também a Abadia de Fécamp e as terras de Gournay-en-Bray. Os Normandos que tinham perdido as suas terras em Inglaterra por se terem aliado ao duque teriam os seus bens restaurados.

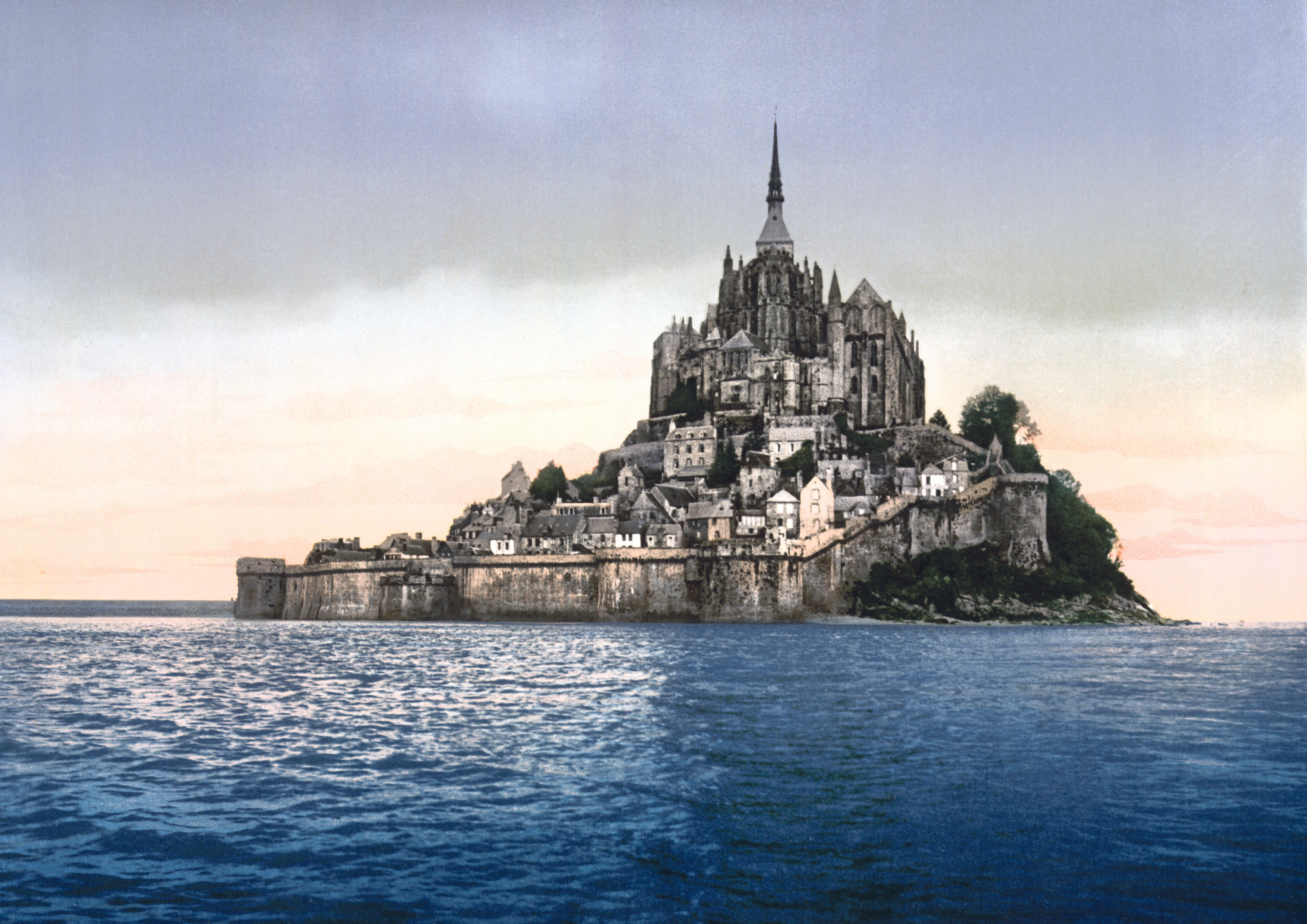
O Mont-Saint-Michel.

Também concordaram em resolver outros assuntos pendentes. Assim, Edgar Atheling viu todas as suas terras normandas confiscadas, e foi banido da Normandia. Os dois irmãos cooperaram com o intuito de recuperarem as terras que Robert tinha herdado do pai e que perdera desde então. Uniram as suas forças e sitiaram o jovem irmão Henrique no seu castelo de Mont-Saint-Michel. Este encontrou-se sem reservas de água suficiente e teve de se render. As terras de Cotentin e de Avranchin foram-lhe retiradas. Foi depois enviado para o exílio em França, mas em 1092 estava já no castelo de Domfront.
Em agosto de 1091, o concílio de Caen declarava o fim das hostilidades.
Enquanto Guilherme estava na Normandia, Malcolm III da Escócia invadiu o norte de Inglaterra. O rei de Inglaterra teve de atravessar a Mancha, juntamente com o seu irmão Robert, que o acompanhou. Juntos, forçaram Malcolm à paz.
No entanto o acordo entre os dois irmãos teve curta duração. Os termos do tratado de Caen são rapidamente violados e Robert repudia-o no Natal de 1093.